# Лебедівка (Бориспільський район)
Лебеді́вка — село в Україні, у Яготинській міській громаді Бориспільського району Київської області. Населення становить 26 осіб.

## Географія
Селом протікає річка Жоравське Озеро.
| Україна | Це незавершена стаття з географії України. Ви можете допомогти проєкту, виправивши або дописавши її. |